# Конфедерация анархистских организаций Украины «Набат»
Конфедера́ция анархи́стских организа́ций Украи́ны «Наба́т» — объединение анархистов, действовавшее на Украине в 1918—1920 годах с целью координации их движения.

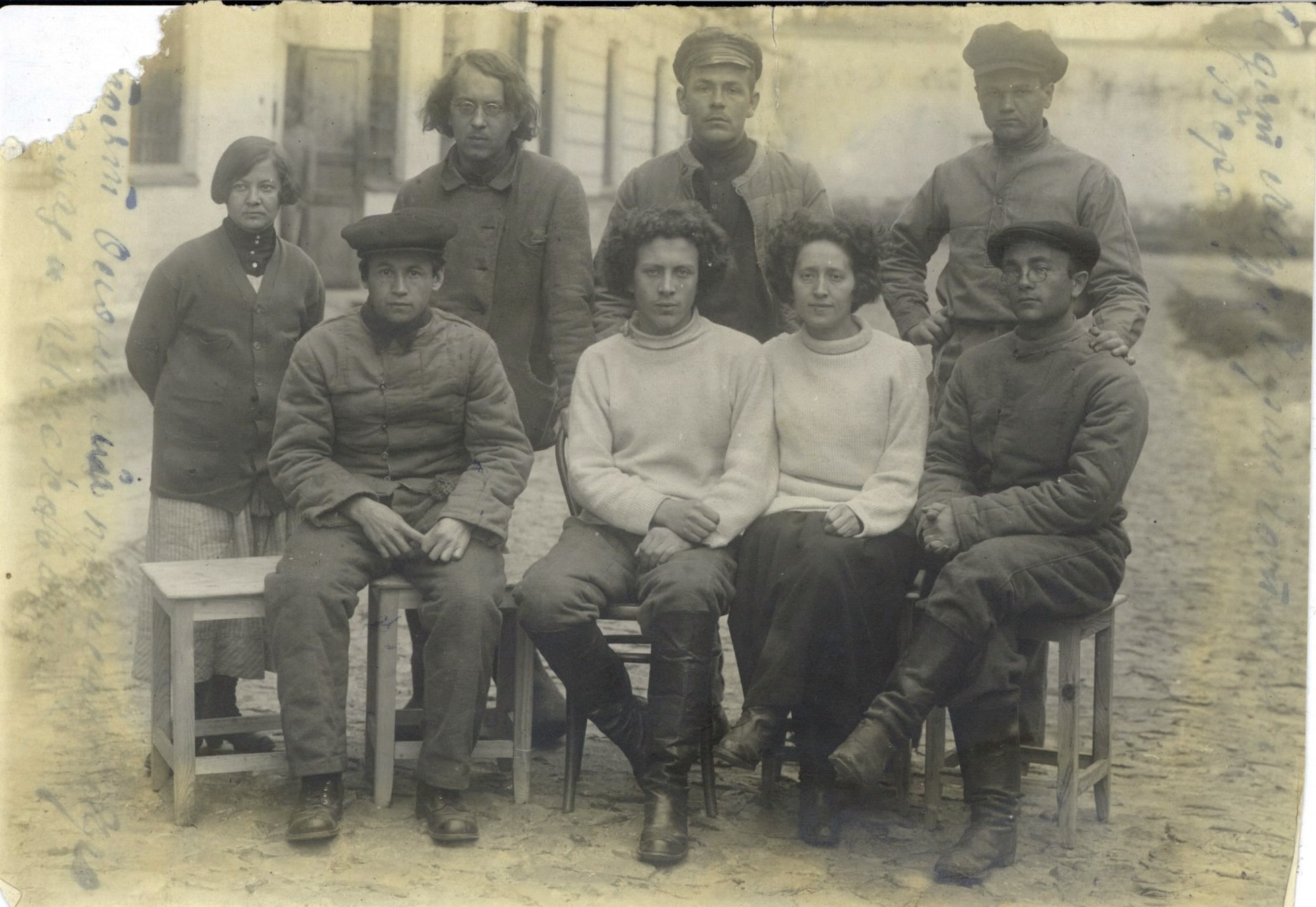
Анархисты Конфедерации «Набат» в тюрьме, вероятно, в Харькове около 1922 года.

## Общие сведения
Конфедерация анархистских организаций Украины «Набат» была создана решением конференции, состоявшейся в Курске 12-16 ноября 1918 года. В её работе приняли участие представители различных течений анархизма, в том числе и прямые идеологические антагонисты — анархо-синдикалисты и анархо-коммунисты, в дальнейшем игравшие в конфедерации ведущую роль. В первый состав руководства (секретариат) избрано шесть человек: А. Барон, В. Волин, Й. Гутман, А. Которович, М. Мрачный и Я. Суховольский. Окончательное оформление организации завершилось на Первом съезде 2-7 апреля 1919 г. в Елисаветграде.

## Деятельность конфедерации
Конфедерация провозглашала необходимость немедленной и непосредственной борьбы за безвластные формы социального строительства и пыталась некоторые из них осуществить на практике. Благодаря своей энергичной агитации и пропаганде она сыграла важную роль в распространении идей анархизма на Украине. Кроме того, на основе теории, своего рода «анархического синтеза», она попыталась создать объединённое анархистское движение — «Всероссийскую Анархистскую Конфедерацию». Для этого была предпринята попытка соединить в общую организацию без различия тенденций все действующие силы анархизма России. В реальности удалось объединить почти все анархистские группы Украины и несколько групп в других регионах России.
Действуя на охваченном волнениями юге, конфедерация приняла активное участие в борьбе против многих политических сил: гетмана Скоропадского, Петлюры, Деникина, Григорьева, Врангеля и прочих.
Конфедерация издавала десятки местных газет, брошюры, листовки и прокламации в различных городах. Центральным печатным органом являлась газета «Набат».

### Отношения с махновцами
Лидеры конфедерации возлагали большие надежды на реализацию своих планов массовым крестьянским движением — Повстанческой армией Украины (махновцами). С августа 1919 года предпринимались попытки не только распространять свои идеи среди личного состава армии, но и подчинить их командира Нестора Махно. Хотя последний скептически отнёсся к конфедератам, он доверил им возглавлять Реввоенсовет: в 1919 году — В. Волину, а в 1920 году — А. Барону. Однако позже по идеологическим соображениям заставил обоих покинуть свою армию.
Как следствие, на 3-й конференции конфедерации, проходившей с 3 по 8 сентября 1920 года, Н. Махно был подвергнут уничижительной критике, по сути сводившейся к утверждению, что он не является анархистом.
В октябре 1920 года махновцы заключили соглашение с большевиками для борьбы с П. Врангелем и возобновили сотрудничество с конфедерацией в части пропаганды идей анархизма.

## Ликвидация конфедерации
С 26 ноября 1920 года, после разгрома барона П. Врангеля, Красная армия приступила к ликвидации махновщины. Это привело к краху анархизма на Украине. К 1 октября 1921 года и конфедерация, и самостоятельные украинские анархистские группы были полностью ликвидированы.